# William Bonnet
William Bonnet (Saint-Doulchard, 25 de junio de 1982) es un ciclista francés. 

## Biografía
William Bonnet debutó como profesional en el año 2005 con el equipo Auber 93. En su primera temporada, consiguió su primera victoria al esprint en la primera etapa de la París-Corrèze. Destacó también en el esprint de la Châteauroux Classic de l'Indre, donde terminó en la cuarta plaza
En 2006 dejó el equipo Auber 93 para fichar por el equipo ProTour Crédit Agricole. Ese mismo año, participó en su primer Giro de Italia, terminó 5º del Gran Premio de Fourmies y 3º del Gran Premio de Valonia. Al año siguiente hizo su primera actuación en el circuito ProTour, terminando 20º en la Milán-San Remo y 13º en la Vattenfall Cyclassics. También participa en su primer Tour de Francia, que completó siendo 108.º. En 2008, hizo otro buen papel en la Vattenfall Cyclassics donde terminó 7º. Dos semanas más tarde, ganó el Tour de la Somme y el Gran Premio de Isbergues, ganando con facilidad en esprints de pequeños grupos.
En 2009, dejó el Crédit Agricole por el equipo Bouygues Telecom debido a la retirada del esponsor de Crédit Agricole.
Después de haber corrido el Tour de Francia, terminando en cuatro etapas entre los diez primeros, obtuvo la 11.ª posición en la Vattenfall Cyclassics y la 4º plaza en el Gran Premio de Plouay. En su primera Vuelta a España, acabó segundo en dos etapas, en una por detrás del esprínter André Greipel y en la otra etapa por detrás de su compatriota Anthony Roux.
En 2011 fichó por el equipo FDJ-Big Mat. En este equipo se mantuvo hasta el año 2021, momento en el que decidió finalizar su carrera deportiva.

## Palmarés
2004 (como amateur)
- Paris-Mantes-en-Yvelines

2005
- 1 etapa de la París-Corrèze

2008
- Gran Premio del Somme
- Gran Premio de Isbergues

2010
- 1 etapa de la París-Niza

## Resultados en Grandes Vueltas y Campeonatos del Mundo
| Carrera         | Carrera         | 2005 | 2006  | 2007  | 2008 | 2009  | 2010  | 2011 | 2012  | 2013 | 2014  | 2015 | 2016  | 2017 | 2018 | 2019  | 2020 | 2021 |
| --------------- | --------------- | ---- | ----- | ----- | ---- | ----- | ----- | ---- | ----- | ---- | ----- | ---- | ----- | ---- | ---- | ----- | ---- | ---- |
|                 | Giro de Italia  | —    | 111.º | —     | —    | —     | Ab.   | —    | Ab.   | —    | —     | —    | —     | Ab.  | Ab.  | —     | —    | —    |
|                 | Tour de Francia | —    | —     | 109.º | 99.º | 128.º | —     | Ab.  | —     | Ab.  | 158.º | Ab.  | 127.º | —    | —    | 143.º | Ab.  | —    |
|                 | Vuelta a España | —    | —     | —     | —    | 109.º | 111.º | —    | 152.º | —    | —     | —    | —     | —    | —    | —     | —    | —    |
| Mundial en Ruta | Mundial en Ruta | —    | —     | —     | —    | —     | 86.º  | —    | —     | —    | —     | —    | 8.º   | —    | —    | —     | —    | —    |

—: no participa

Ab.: abandono

## Equipos
- Auber 93 (2005)
- Crédit Agricole (2006-2008)
- Bbox Bouygues Telecom (2009-2010)
- FDJ (2011-2021)
  - FDJ (2011)
  - FDJ-Big Mat (2012)
  - FDJ (2013-2018)
  - Groupama-FDJ (2018-2021)